# Башкирська література
Башки́рська література — література башкирського народу. ЇЇ джерелами є національний фольклор та тюркські писемні пам'ятки Приуралля й Поволжя (героїчний епос, історичні і побутові пісні, казки, легенди), які створювалися в 11 — 19 століттях мовою тюркі.
Башкирські автори писали до 19 століття цією мовою, пізніше татарською. На початку 20 століття література почала розвиватися башкирською мовою.
В середині 18 століття волелюбні вірші й пісні складав Салават Юлаєв.

## 19 століття
Для 1-ї половини 19 століття характерна поезія релігійного змісту. Поети цього часу — Т. Ялсигул, Ш. Закі, Г. Чокрий та ін. У 2-й половині 19 століття у творах письменників переважали просвітительські ідеї (М. Акмулла, М. Бікчурін, М. Умітбаєв).

## 1—ша половина 20 століття
На початку 20 століття розвивалась реалістична література, яскравим представником якої став класик башкирської й татарської літератур М. Гафурі. З віршами про долю башкирського народу прийшли в літературу С. Якшігулов, Ш. Бабич, С. Кудаш. Формувалася реалістична проза. У повістях «Бідняки» (1907), «Солдатка Хаміта» (1915), М. Гафурі, «Нещасні» М.—Х. Сагді (1911), «Принижені жінки» А. Тагірова (1912) показано безправ'я людей праці. Зароджувалася драматургія (п'єси А. Тагірова, Г. Ніязбаєва, Г. Шумерського, Ф. Туйкіна).
Зміни в суспільстві початку 20 століття було відображено у творах М. Гафурі, Д. Юлтия, С. Кудаша, Г. Гумера, Т. Янабі (вірші), повістях «Кооператори» Г. Хайрі (1926), «Зільський» Г. Давлетшина (1927), романі «Поворот» Г. Хайрі (1928), драмах «Карагул» Д. Юлтия (1920), «Черевички» Х. Ібрагімова (1921), «Алатау» А. Тагірова (1923) та ін. Соціальною спрямованістю також відзначалися твори 30-х рр. 20 століття («Айбіке» Х. Давлетшиної (1931), «Переможний вир» І. Насирі (1937), роман у віршах «Кушкаен» С. Кудаша (1936), поеми і вірші Р. Нігматі, Г. Саляма, Г. Амірі, драми «Сакмар» (1934), «Дружба і любов» (1939) С. Міфтахова. Події Другої світової війни змальовуються в оповіданнях та нарисах С. Агіша, Б. Діма, драмах Б. Бікбая, Р. Нігматі.

## 2—га половина 20 століття
В післявоєнні роки розширилася тематика башкирської літератури. Тема відданості рідній землі та подвигу башкірів у минулій війні показано в поемах «Світла зірка» Х. Каріма (1949), «Балада про пісню» (1962), «Одинадцять пісень про друга» Н. Наджмі (1970); повістях «Орел помирає на льоту» А. Бікчентаєва (1950), «Перелітні птахи»(1974), «Міст» (1980) А. Хакімова.
Життя сучасного села зображено в романах «Травневий дощ» (1958) А. Валєєва, «Люди далеких доріг» Н. Мусіна (1970) тощо. Історії башкирського народу присвячені твори Х. Давлетшиної («Іргіз», 1954), З. Біїшевої («Принижені», «Біля Великого Іка», 1959–1970), Ф. Ісангулова («Житній колос», «Пам'ятники для живих», 1970–1975) тощо.
Серед поетичних творів виділяються вірші і поеми М. Каріма, Н. Наджмі, Г. Рамазанові, М. Галі, Ш. Біккулова, Р. Гаріпова, Р. Сафіна. Активізувалися гумор і сатира — вірші Т. Арслана, А. Атнабаєва, М. Карімова.
Моральні проблеми сучасності порушуються у п'єсах «З серцем не жартують» І. Абдулліна (1962), «Країна Айгуль» М. Каріма (1968), «Сиве волосся моєї матері» А. Мірзагітова (1960), «Зайтунгуль» Н. Асанбаєва (1977), «Тринадцятий голова» А. Абдулліна (1979). У багатьох театрах країни з успіхом пройшли вистави з трагедіями М. Каріма «В ніч місячного затемнення» та «Не кидай вогню, Прометею».

## Дитяча література
Для дітей пишуть А. Бікчентаєв, А. Карім, Р. Габдрахманов, К. Кін'ябулатова, Ф. Рахімгулова, Д. Буляков, Г. Юнусова.

## Літературознавство
Розвиваються літературознавство і літературна критика. Праці про поезію належать Г. Рамазанову, Г. Хусаїнову, К. Ахмедьянову, про прозу — А. Вахітову, Р. Баїмову, про драматургію — М. Гайнулліну, про взаємозв'язки літератур — С. Сафуанову. Спілка письменників Башкортостану — з 1934. Виходить літературний журнал «Агідель» («Річка Біла»).

## Зв'язки з Україною
Багато башкирських письменників звертаються до української тематики (романи «Солдати» А. Тагірова і «Кров» Д. Юлтия, поезії С. Кудаша, Г. Салямі, А. Валуєва). В роки Другої світової війни до Уфи було евакуйовано установи АН УРСР, Київський театр опери та балету ім. Т. Г. Шевченка, Спілка письменників України та ін.
Тут було написано «Похорон друга» П. Тичини, «Слово про рідну матір» М. Рильського, «Ярослав Мудрий» І. Кочерги, видано «Кобзар» Т. Шевченка; опубліковано працю П. Тичини «Патріотизм у творчості Мажита Гафурі» тощо. В Б. літературі з'явилися антифашистські твори, які закликали до визволення України («Україна», «За Україну» М. Каріма, «Помста», «Думи про Україну» С. Кудаша, «На березі Дніпра» Х. Каріма, «Пісня про Україну» Г. Рамазанова, «Максиму Рильському» Б. Бікбая тощо). Україні присвятив свої твори М. Сюндюкле («Макар Мазай», цикл "Думи про Донбас).
Башкирською мовою перекладено твори Т. Шевченка, Лесі Українки, М. Рильського, П. Тичини, В. Сосюри, О. Корнійчука, П. Панча, О. Гончара, М. Стельмаха; українською мовою — М. Гафурі, С. Кудаша, М. Каріма, А. Бікчентаєва, А. Хакімова та ін. (в перекладах П. Тичини, М. Стельмаха, Д. Павличка, А. Кацнельсона, Б. Степанюка, М. Сингаївського, П. Сингаївського, С. Литвина тощо).